# 1908 في النرويج
فيما يلي قوائم الأحداث التي وقعت خلال عام 1908 في النرويج.

## سياسة

### تعيين في المنصب
- 1 يناير – أندرياس بيرغ mayor of Trondheim ‏.
- 19 مارس – غونار كنودسن Minister of Auditing [الإنجليزية]‏، رئيس وزراء النرويج، Minister of Finance of Norway ‏.

### انتهاء فترة المنصب
- 18 مارس – يورغن لفلاند وزير الخارجية في النرويج،رئيس وزراء النرويج.
- 19 مارس – كارل فريدريك غريفين دوز وزير الدفاع [الإنجليزية]‏.
- 19 مارس – ماغنوس هالفورسن Minister of Finance of Norway ‏.

## رياضة
- 1 يناير – كأس النرويج 1908 الفائز نادي لين.

## مواليد

### يونيو
- 29 يونيو – آرنه بيرغ قس نرويجي.

### أغسطس
- 18 أغسطس – أولاف إتش هاوغ كاتب نرويجي.
- 31 أغسطس – كونراد بيدن موسيقي نرويجي.

### سبتمبر
- 23 سبتمبر – أوسكار اولسن سياسي نرويجي.

### أكتوبر
- 15 أكتوبر – أوسبورن أندرسون لاعب هوكي جليد من الولايات المتحدة الأمريكية.

### ديسمبر
- 25 ديسمبر – هيرمان وولد عالم اقتصاد سويدي.

## وفيات

### أبريل
- 13 أبريل – آستا هانستين (مواليد 1824)

### يونيو
- 5 يونيو – جوناس لاي (مواليد 1833)